# Soldat universal
Soldat universal (títol original: Universal Soldier) és una pel·lícula estatunidenca dirigida per Roland Emmerich, estrenada l'any 1992. Ha estat doblada al català.

## Argument
El 1969, durant la guerra del Vietnam, dos soldats americans, Luc Deveraux i Andrew Scott, es maten després que el segon ha massacrat civils vietnamites. Prop de vint-i-cinc anys més tard, esdevenen, com altres soldats morts, UNIT-SOL: es tracta de cadàvers de soldats tornats a la vida, que es mostren dues vegades més resistents i més forts que ningú i no senten cap sentiment. Veronica, una periodista, decideix investigar sobre aquests soldats. Havent-se sentit amenaçats, el coronel Perry i els científics del projecte demanen als UNIT-SOL de eliminar-la però un d'ells, que resulta ser Deveraux, sembla encara sentir coses i decideix de defensar-la. Amb l'ajuda de Veronica, vol igualment conèixer el seu passat; pel que fa a Scott, perd la raó, mata els membres del projecte i decideix acorralar-los sol.

## Repartiment
- Jean-Claude Van Damme: Luc Deveraux
- Dolph Lundgren: Andrew Scott
- Ally Walker: Marie Vincent): Veronica
- Ed O'Ross: Coronel Perry
- Jerry Orbach: Metge Gregor
- Leon Rippy: Woodward
- Wells Tico: Garth
- Kristopher Van Varenberg: Luc Deveraux, de jove (no surt als crèdits)
- Ving Rhames: Soldat UniSol (no surt als crèdits)

## Producció
El film havia de ser dirigit per Andrew Davis. És reemplaçat (després d'un any de preparació) per Roland Emmerich que va tornar a escriure totalment el guió -massa costós- titulat Crystal Knights, amb Dean Devlin
El rodatge va tenir lloc del 12 d'agost al 30 d'octubre de 1991 a Arizona: Ashfork, Chloride, Cottonwood, Kingman, Sedona, Prescott i Clarkdale
Abans de ser rodades continuacions amb Jean-Claude Van Damme, han estrenat directament en vídeo i simultàniament 1998 dos telefilms (pilots d'una potencial seria televisada), Universal Soldier 2: Germans d'armes i Universal Soldier 3: Ultime venjança amb els actors Matt Battaglia i Jeff Wincott reprenent els papers de Luc Deveraux i Andrew Scott.
Universal Soldier és l'única franquícia per la qual Jean-Claude Van Damme va acceptar fer diverses vegades el seu paper. Abans, havia rebutjat les continuacions de Bloodsport, Kickboxer i Street Fighter.
A El missatger del futur de Kevin Costner, són projectades imatges del Sergent Andrew Scott (Dolph Lundgren) sobre la pantalla geganta a l'aire. Els militars descontents amb la programació tiren pedres al projeccionista per canviar de film.
Jean-Claude Van Damme va simular una falsa lluita amb Dolph Lundgren per la promoció del film en el festival de Canes 1992 durant la pujada dels graons que precedeix la projecció del film The Player de Robert Altman. El belga ha tingut la idea en la limusina que el portava als graons. El seu acòlit no va ser posat al corrent fins després de la lluita.